# Campeonato Brasileño de Fútbol 1969
El Campeonato Brasileño de Serie A 1969, oficialmente Torneio Roberto Gomes Pedrosa 1969 fue el decimocuarto torneo válido para el Campeonato Brasileño de Serie A. El torneo comenzó el 6 de septiembre y finalizó el 7 de diciembre del corriente año. El Palmeiras ganó el campeonato, el cuarto título nacional del club en 11 años de competencias.

## Sistema de competición
Primera etapa: los 17 participantes juegan en 2 grupos (uno de 8 y otro de 9 clubes). Clasificando los 2 primeros de cada grupo al cuadrangular final.
Finales : los 4 clubes clasificados juegan todos contra todos, en dos turnos, el club con más puntos en esta etapa se consagra campeón.

## Clasificación primera fase

### Grupo A
| Pos | Equipo            | Pts | PJ | PG | PE | PP | GF | GC | Dif |
| --- | ----------------- | --- | -- | -- | -- | -- | -- | -- | --- |
| 1º  | Corinthians       | 24  | 16 | 10 | 4  | 2  | 29 | 13 | 16  |
| 2º  | Cruzeiro          | 22  | 16 | 9  | 4  | 3  | 25 | 14 | 11  |
| 3º  | Internacional     | 20  | 16 | 8  | 4  | 4  | 24 | 15 | 9   |
| 4º  | America-RJ        | 16  | 16 | 4  | 8  | 4  | 25 | 20 | 5   |
| 5º  | Santos            | 15  | 16 | 5  | 5  | 6  | 27 | 24 | 3   |
| 6º  | Portuguesa        | 14  | 16 | 3  | 8  | 5  | 19 | 27 | -8  |
| 7º  | Santa Cruz Recife | 14  | 16 | 4  | 6  | 6  | 17 | 27 | -10 |
| 8º  | Flamengo          | 12  | 16 | 3  | 6  | 7  | 17 | 30 | -13 |

### Grupo B
| Pos | Equipo           | Pts | PJ | PG | PE | PP | GF | GC | Dif |
| --- | ---------------- | --- | -- | -- | -- | -- | -- | -- | --- |
| 1º  | Palmeiras        | 19  | 16 | 9  | 1  | 6  | 24 | 19 | 5   |
| 2º  | Botafogo         | 18  | 16 | 8  | 2  | 6  | 19 | 18 | 1   |
| 3º  | Atlético Mineiro | 17  | 16 | 8  | 1  | 7  | 31 | 23 | 8   |
| 4º  | Fluminense       | 15  | 16 | 5  | 5  | 6  | 20 | 21 | -1  |
| 5º  | Grêmio           | 15  | 16 | 5  | 5  | 6  | 17 | 19 | -2  |
| 6º  | Bahia            | 15  | 16 | 5  | 5  | 6  | 19 | 25 | -6  |
| 7º  | Coritiba         | 14  | 16 | 5  | 4  | 7  | 19 | 22 | -3  |
| 8º  | São Paulo        | 14  | 16 | 5  | 4  | 7  | 22 | 27 | -5  |
| 9º  | Vasco da Gama    | 8   | 16 | 2  | 4  | 10 | 13 | 23 | -10 |

## Cuadrangular final
| Pos | Equipo      | Pts | PJ | PG | PE | PP | GF | GC | Dif |
| --- | ----------- | --- | -- | -- | -- | -- | -- | -- | --- |
| 1º  | Palmeiras   | 4   | 3  | 1  | 2  | 0  | 4  | 2  | 2   |
| 2º  | Cruzeiro    | 4   | 3  | 1  | 2  | 0  | 5  | 4  | 1   |
| 3º  | Corinthians | 3   | 3  | 1  | 1  | 1  | 2  | 2  | 0   |
| 4º  | Botafogo    | 1   | 3  | 0  | 1  | 2  | 3  | 6  | -3  |

| Bandera del estado de São Paulo |
| Campeón                         |
| Palmeiras 4.to título           |

## Goleadores
14 goles
- Eduardo Antunes Coimbra (Edu) (America RJ)